# Río Ñaupe
Der Río Ñaupe ist ein 46 km langer rechter Nebenfluss des Río Insculas im Norden der Provinz Lambayeque in der Region Lambayeque im Nordwesten von Peru.

## Flusslauf
Der Río Ñaupe entspringt an der Westflanke der peruanischen Westkordillere. Das Quellgebiet befindet sich auf einer Höhe von etwa 1050 m. Er fließt in überwiegend südlicher Richtung entlang dem Fuß der Berge am äußersten Ostrand der Sechura-Wüste. Der Fluss passiert die Siedlungen Ñaupe und La Capilla Central. Die Nationalstraße 1N verläuft streckenweise entlang dem Flusslauf. Der Río Ñaupe mündet schließlich 
knapp 5 km südwestlich der Ortschaft Insculas in den Río Insculas.

## Einzugsgebiet
Das Einzugsgebiet des Río Ñaupe umfasst eine Fläche von etwa 500 km². Im Osten wird es von einem Höhenkamm der Westkordillere begrenzt. Im Westen erstreckt sich das Einzugsgebiet des Río Ñaupe über den östlichen Randbereich der Sechura-Wüste. Das Einzugsgebiet des Río Ñaupe grenzt im Norden und im Nordosten an das des Río Piura sowie im Südosten an das des oberstrom gelegenen Río Insculas.

## Hydrologie
Die Abflussmenge des Río Ñaupe schwankt jahresweise sehr stark. In trockenen Jahren fällt der Fluss mehrere Monate trocken. In niederschlagsreicheren Jahren führt der Río Ñaupe von Mitte November bis Mitte April die größten Wassermengen. Bei Starkregenereignissen wie während des El Niño kann es entlang dem Flusslauf zu Überschwemmungen kommen. Das Flusswasser des Río Ñaupe wird größtenteils zur Bewässerung der umliegenden Agrarflächen genutzt.